# Duryodhana
En el texto épico Majábharata, Duriodhana es el hijo mayor del rey ciego Dhritarashtra y la reina Gandhari y el mayor de los cien hermanos Kaurava, y el principal antagonista de los Pándavas.

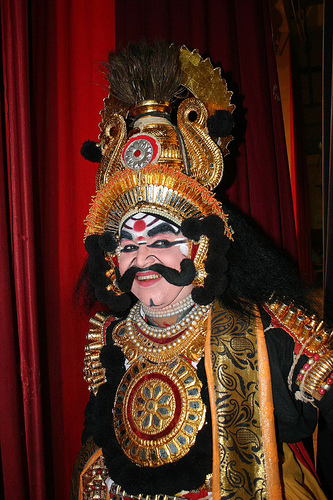
Duriodhana presentado en el yakshagana (teatro popular de Karnataka).

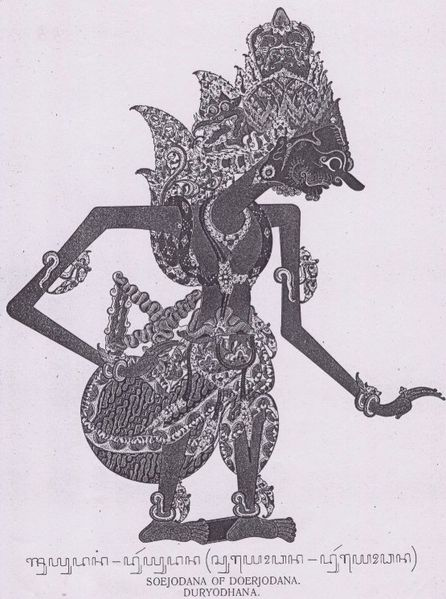
Duriodhana en el wayang javanés (espectáculo de sombras).

- दुर्योधन, en escritura devánagari.
- duryodhana, en el sistema IAST de transliteración sánscrita.
- Etimología: ‘difícil de conquistar’ (siendo dur: ‘duro, difícil’ y iodhana: ‘pelear’.

Era un avatar del demonio Kali (que no se debe confundir con la amada diosa hindú Kali).
Este demonio había poseído el alma del rey Nala, forzándolo a jugar a los dados y a perder así su reino.

## Nacimiento
Cuando el embarazo de la reina Gandhari (la esposa del rey ciego Dhritarashtra) continuó durante un periodo de tiempo inusualmente largo, ella se golpeó su vientre llena de frustración, ya que estaba envidiosa de la reina Kunti (esposa del rey Pandú) que había dado a luz a Iudishtira, el mayor de los Pándavas.
Debido a los golpes de Gandhari, ella dio a luz una asquerosa e inmensa masa de carne de color gris.
Gandhari quedó espantada.
Adoró al gran sabio Viasa (que originalmente la había bendecido con tener cien hijos) y le pidió que cumpliera su promesa.
Viasa entonces tomó la bola de carne y la cortó con cuchillo en cien pedacitos iguales. Puso cada uno en correspondientes potes de arcilla llenos de ghi, que selló y enterró durante un año.
Al final de ese año, abrió el primer pote y emergió el bebé Duriodhana.
Su cuadriga tenía una bandera que mostraba una cobra con la caperuza abierta.

### Desarrollo
El cuerpo de Duriodhana parecía hecho de rayo, tan duro era, y era extremadamente poderoso.
Era reverenciado por sus hermanos menores, especialmente Dushasana.
Aprendió las artes marciales con sus gurús Kripa, Drona y Balarāma.
Era muy poderoso en el uso de la maza, y se igualaba al poderoso Pándava Bhimá.

## La batalla de Kurukshetra
En la guerra, Duryodhana repetidamente insultaba al invencible Bhishmá y a su gurú Drona para obligarlos a seguir su causa, aunque su esperanza principal era su amigo Karna.
Le pidió a Drona que capturara vivo a Iudishtira, para chantajear a los Pándavas y obligarlos a rendirse, o para hacer que el estúpido Iudishtira jugara otra vez a los dados.
También participó en el brutal y antiético asesinato de Abhimániu, el hijo de Áryuna.
Pero él fue frustrado una y otra vez, cuando los pándavas mataron a las dos leyendas de los Kurus, y quedó emocionalmente chocado cuando Árjuna mató a más de un millón de soldados Kurus en un solo día y terminó matando a Jayadratha (el rey de Sindhu) responsable del asesinato de Abhymániu.
Lo peor de todo fue que Bhima mató día tras día y uno por uno a todos sus 99 hermanos, aumentando infinitamente su miseria.
Duriodhana no había derramado ni una lágrima cuando murieron uno por uno todos sus hermanos en la guerra, pero cuando Árjuna mató a su amado Karna después de una intensa batalla, nadie lo podía consolar.
Las esperanzas de Duriodhana de ganar la guerra finalmente desaparecieron con la muerte de Karna.
Duriodhana se sumergió en el río cercano para enfriar su locura, y se preparó para pelear una batalla final, recibir una muerte gloriosa y encontrarse con sus amigos y parientes en el cielo.
Salió del agua cuando Ashwathama y Kripa lo alentaron a enfrentar a su destino con coraje.

## La bendición de Gandhari y la lucha con Bhimá
La reina Gandhari se desesperó cuando Krishná la visitó para avisarle de la muerte de todos sus hijos.
Se dio cuenta de que debía ayudar a su último hijo, Duriodhana.
Ella, cuando se casó con su esposo ciego, se vendó los ojos para siempre, para no ver más que él.
Los hindúes creen que la visión es una especie de sustancia que sale de los ojos y toca los objetos vistos (la ciencia ha demostrado que los ojos no generan nada, sino que son meros receptores de la luz que los objetos reflejan).
Entonces Gandhari supuso que —debido a que no había mirado durante varias décadas— ahora tendría un poder místico en su mirada, y que si miraba todo el cuerpo de Duriodhana lo volvería invencible.
Mientras hablaba con Krishná, mandó a un mensajero a pedirle a su hijo que cuando terminara de bañarse en el río, viniera a su tienda y entrara desnudo.
Krishná escuchó y entendió la idea de la bendición.
Al salir de la tienda se encontró con Duriodhana, que estaba por entrar desnudo.
Como conocía las intenciones de Gandhari, Krishná comenzó a burlarse de Duriodhana, diciendo que sólo un bebé puede mostrarle los genitales a su madre.
Duriodhana aceptó un trozo de la ropa de Krishná y lo sostuvo ante sus genitales.
Cuando los ojos de Gandhari cayeron sobre Duriodhana, él comenzó a creer que cada parte de su cuerpo se había vuelto irrompible.
Ella se sintió chocada al ver que Duriodhana se había cubierto la entrepierna, ya que esta zona no estaría protegida por su poder místico.
Cuando Duriodhana enfrentó a los hermanos Pándava y a Krishná, Iudishtira le ofreció la opción de pelear con cualquier Pándava que él eligiera.
Si derrotaba a ese Pándava, Iudishtira le entregaría su reino y no volvería a reclamarlo, a pesar de haber vencido toda la guerra.
Duriodhana eligió a su archienemigo Bhimá.
Ambos poseían una excepcional fuerza física y habían aprendido con Balarāma el arte de pelear con maza.
Después de una larga y brutal competencia de varios días, Duriodhana empezó a cansar a Bhimá.
(Eso contradiría la leyenda de que Bhimá poseía la fuerza de 8000 elefantes porque había bebido un líquido que le había dado su bisabuelo materno).
En ese punto, Krishná, que observaba la batalla junto con los demás, atrajo la atención de Bhimá y comenzó a palmearse fuertemente el muslo, como había hecho Duriodhana invitando a sentarse a la esposa de los Pándavas.
Bhimá en esa ocasión le había prometido a Duriodhana que lo mataría arrancándole ese muslo.
Entonces Bhimá cumplió su promesa y golpeó fortísimamente en la coyuntura del muslo, destrozando tanto la pierna como los genitales de Duriodhana (que no estaban protegidos por la bendición de Gandhari).
Duriodhana cayó mortalmente herido, con la pierna prácticamente separada del cuerpo.
Duriodhana acusó a Bhimá de haberlo golpeado debajo de la cintura, lo que estaba prohibido por el dharma (la ley sagrada).
Krishná le retrucó al moribundo que su humillación a la inocente Draupadi, sus múltiples engaños e intentos de asesinato contra los Pándavas (como el incendio de la casa de laca) y el asesinato de Abhimaniu (hijo de Áryuna) no habían coincidido con el dharma.
Por eso era inútil que Duriodhana creyera que el dharma lo protegería, ya que él no lo había cumplido ni una vez en toda su vida.
Duriodhana dijo:
«No tengo interés en convertirme en rey ahora, he perdido todo interés en este mundo que es falso y temporal; ahora pasaré el resto de mi vida en el cielo rodeado por mis amigos, parientes y bienquerientes.
Ustedes nos ganaron mediante engaños, ya que los grandes guerreros Bhishmá, Drona, Karna eran inderrotables.
La victoria que hoy obtuvieron no es una victoria real, y los nombres de ustedes se borrará finalmente en el tiempo, como los personajes de una novela.
Yo siempre fuei un buen hijo, un amigo leal, un hermano lleno de cuidados, un príncipe generoso con el pueblo, y un peor enemigo.
Agradezco a cada uno que murió por mí».
Remember every one is karuva's aim was to protect Duriodhana till their life's end so every one had protected and vowed that they will fight and protect Duriodhana till the end of their life, so when Duriodhana dies every one who had protected him died, durydhana will be the last person to die
Krishná dijo: «Sí, todos estos hombres eran realmente invencibles, pero yo tenía que establecer el dharma».

### Muerte y cielo
Duriodhana murió lentamente, y fue cremado por los Pándavas.
Cuando años después Iudishtira ascendió al Swarga, vio que Duriodhana estaba allí sentado en un trono. Se enojó muchísimo de que Duriodhana estuviera disfrutando un lugar en el cielo a pesar de sus pecados.
Pero Indra le explicó que la buena gente pasaría un cortito tiempo en el infierno por sus pocos hechos malos, y luego pasaría el resto del tiempo en el cielo. Asimismo, la mala gente pasaría un cortito tiempo en el cielo y un largo tiempo en el infierno. Como Duriodhana había sido un rey injusto y malo, estaba pasando un corto tiempo en el cielo y después pasaría un largo tiempo en el infierno.

## Evaluación
Se ha considerado a Duriodhana el personaje "mal" en el Majábharata. Pero tiene características ambos buenos y malos, como todos los personajes del Majábharata.
Un mal rasgo de él es su celos. Debido a que su primo Bhimá era más fuerte que él y que siempre lo vencía en partidos, Duriodhana tenía celos de su fuerza y su aptitud de luchar. También tenía celos de todos los Pándavas porque, a causa de ser los hijos del rey anterior Pandu, heredarían el reino. Pero Duriodana creía que él era el heredero auténtico porque era el hijo del reino actual, Dhritarastra. Su odio se alimentó cuando todos los mayores de los Kurus preferían los Pándavas por sus buenos rasgos.
Por su deseo de obtener el trono, Duriodhana tramó el juego de dados. Se aprovechó de la ludopatía de Iudishtira para robar todos sus posesiones (incluido su esposa Draupadi la quien insultó), y, luego, exiliarlos al bosque.
Duriodhana tenía buenos rasgos también. Su lealtad a su amigo Karna es importante. A pesar de que no era Karna un verdadero chatría sino un hijo de un auriga, todavía lo respetaba. Incluso dio un paso más allá, otorgando a Karna un lugar entre los arios (‘nobles’) al coronarlo rey de Anga y poniéndose de su lado cuandoquiera que alguien lo señalaba por su bajo nacimiento.
La sinceridad de Duriodhan como estudiante del arte marcial de la maza bajo la tutela de Balaram y su impecable actuación como guerrero en la guerra, le valieron una lluvia de flores en el momento de su muerte.
Cuando Bhimá lo golpeó ilegalmente en la entrepierna y Duriodhana cayó al suelo, los cielos derramaron pétalos sobre él.
Aunque su acción estaba justificada por sus pecados, la norma primordial de guerra era imparcialidad.

En la región Kumaon (en Uttranchal) hay varios templos con hermosas esculturas, que están dedicados a Duriodhana y donde él es una deidad menor.
La gente del lugar dice que las tribus de montañeses de Kumaon pelearon en la batalla de Kuruksetra del lado de Duriodhana.

### En películas
A fines de los años ochenta, en la serie de televisión Mahābhārata (en la India), el papel de Duriodhana's fue realizado por el actor panyabí Puneet Issar.
En la versión cinematográfica (1989) realizada por Peter Brook, Duriodhana fue representado por el actor griego Georges Corraface.